# Italiens
Pour les articles homonymes, voir Italien (homonymie).
 (octobre 2021).
Si vous disposez d'ouvrages ou d'articles de référence ou si vous connaissez des sites web de qualité traitant du thème abordé ici, merci de compléter l'article en donnant les références utiles à sa vérifiabilité et en les liant à la section « Notes et références ».
En français le terme Italiens peut désigner :
- selon la Constitution de la République italienne, le droit du sol et le droit international, les citoyens de l’Italie et eux seuls, quelles que soient leurs langues, origines et traditions culturelles et où qu'ils vivent[16] ;
- selon la définition ethnique, le droit du sang et l'appartenance linguistique et culturelle, le groupe ethnique d'Europe du Sud, méditerranéen et roman qui s’auto-désigne en italien italiani, et qui vit majoritairement en Italie ; cette définition peut englober les immigrés italiens et leurs descendants se considérant comme Italiens[17].

Si les Italiens vivent principalement en Italie, une large diaspora habite majoritairement en Europe de l'Ouest, en Amérique (principalement au Brésil, en Argentine et aux États-Unis) et en Australie. Il y a aussi des minorités italiennes résiduelles en Istrie, partagée entre la Slovénie et la Croatie (Istriotes). En Suisse, on distingue les Suisses italophones des Italiens vivant dans la Confédération[réf. nécessaire]. Il existe également des communautés italiennes dans d'autres pays d'Europe comme en France.
Les Italiens descendent en grande partie du grand Empire romain, qui a dominé une grande partie de l’Europe, de l’Afrique du Nord et du Moyen-Orient.

## Ethnonymie
L'ethnonyme est mentionné sous la graphie ytaliiens vers 1265. Au Moyen Âge, les Italiens sont indistinctement connus en France et en Allemagne sous la dénomination générique de Lombards[réf. nécessaire].
En italien : italiani /i.ta.ˈlja.ni/.

## Diaspora italienne
- Italo-Américains
- Italo-Argentins
- Italo-Australiens
- Italo-Belges
- Italo-Brésiliens
- Italo-Canadiens
- Italo-Québécois
- Italo-Tunisiens
- Italo-Libyens